# محله زشک علیا
محله زشک علیا، روستایی از توابع بخش شاندیز شهرستان طرقبه شاندیز در استان خراسان رضوی ایران است.

## جمعیت
این روستا در دهستان ابرده قرار دارد و براساس سرشماری مرکز آمار ایران در سال ۱۳۸۵، جمعیت آن ۱۱۲ نفر (۳۵ خانوار) بوده‌است.